# Association américaine de psychologie
Ne doit pas être confondu avec Association for Psychological Science ou Association américaine de psychiatrie.
Pour les articles homonymes, voir APA.
L'Association américaine de psychologie (anglais : American Psychological Association ; APA) est une société savante et professionnelle américaine de psychologues.

## Histoire
L'association est fondée en juillet 1892, à l'université de Pennsylvanie et compte alors 31 membres. Son premier président est G. Stanley Hall. Le premier congrès de l'APA se tient en décembre de la même année. En 1899, elle a déjà 125 membres, puis 308 membres en 1916. Dès 1926, l'association accepte des membres associés, qui participent aux activités sans avoir le droit de vote ; en 1940, 2 079 membres associés ont rejoint l'association. Le nombre de ses adhérents augmente rapidement dans la seconde moitié de XXe siècle, entre 1945 et 1970, et elle compte en 2016 environ 117 000 membres, ce qui fait d'elle la plus importante organisation professionnelle de psychologues américaine. En 2021, l'APA est présidée par Jennifer F. Kelly.

## Caractéristiques

### Objets de l'association
L'APA se donne comme objets de contribuer à promouvoir le rôle de la psychologie dans le domaine de la santé et d'aider à la reconnaissance du statut scientifique de cette discipline.

### Différents comités de l'APA
L'association est organisée en 54 divisions, certaines d'entre elles se développant davantage, notamment la Society for the Psychology of Women, la Society for the History of Psychology, les divisions International Psychology, Media Psychology, ou encore la Society for the Study of Men and Masculinity.

### Gouvernance
L'APA se présente sur son site web comme « une société agréée dans le district de Columbia. Ceci, ajouté au fait que l’APA bénéficie d’un traitement fiscal favorable en raison de son souci infaillible de servir l’intérêt public, détermine et limite le type d’organisation que nous pouvons être et ce que nous pouvons faire. ».

## Prix décernés
Plusieurs prix sont décernés chaque année par l'association, le plus prestigieux étant le APA Award for Lifetime Contributions to Psychology (en), il est remis lors de l'ouverture de la convention annuelle, sur décision du président de l'association. Les plus récents lauréats ont été Jonathan Kellerman (2015), Beverly Daniel Tatum (en) (2014), Kelly D. Brownell (en), Florence Denmark (en), Shelley E. Taylor (en), Patrick H. DeLeon (en), Alan E. Kazdin (en), ou encore Edward Zigler (en).
- APA Award for Distinguished Scientific Contributions to Psychology
- APA Distinguished Scientific Award for the Applications of Psychology
- Award for Distinguished Contributions to Psychology in the Public Interest
- Award for Distinguished Contributions to Education and Training in Psychology
- APA Award for Distinguished Professional Contributions to Applied Research
- Award for Distinguished Professional Contributions to Independent Practice.
- Award for Distinguished Professional Contributions to Practice in the Public Sector
- APA Award for Distinguished Contributions to the International Advancement of Psychology
- APA International Humanitarian Award

## Base de données bibliographiques PsycINFO
PsycINFO est une base de données bibliographiques électronique, publiée sous la responsabilité de l'Association américaine de psychologie.

## Normes bibliographiques APA
Le style APA est un format éditorial pour les publications et écrits scientifiques, notamment en ce qui concerne les références bibliographiques, des notes de bas de page ou encore la présentation des citations, etc.
Ce format est officiellement défini dans le Publication Manual of the American Psychological Association, qui en est à sa 7e édition. Ces normes ont été adaptées pour l'édition scientifique francophone.

## Publications
Sa revue officielle est l'American Psychologist. Elle édite un grand nombre de revues spécialisées, notamment Clinical Practice in Pediatric Psychology et Journal of Pediatric Psychology qui sont des revues de la Society of Pediatric Psychology (division 54), ou encore Psychology of Women Quarterly, éditée par la Society for the Psychology of Women (division 35).
Autres:
- Journal of Applied Psychology
- Journal of Comparative Psychology (en)
- Journal of Experimental Psychology
- Journal of Experimental Psychology: Applied
- Journal of Experimental Psychology: General
- Journal of Experimental Psychology: Learning, Memory and Cognition